# Edición Extra
Edición Extra es una película de Argentina en blanco y negro dirigida por Luis José Moglia Barth según el guion de Alejandro Verbitsky y Emilio Villalba Welsh que se estrenó el 26 de octubre de 1949 y que tuvo como protagonistas a Jorge Salcedo, Silvana Roth, Alita Román, Eduardo Cuitiño y Domingo Sapelli.

## Reparto
- Jorge Salcedo …Alberto Giménez
- Silvana Roth …Irene Garmendia
- Alita Román …Lucila Torres
- Eduardo Cuitiño …Carlos Linares
- Domingo Sapelli …Diputado Méndez
- Federico Mansilla …Senador Medina
- Elisardo Santalla …Eusebio Pedroso
- José de Angelis …Dr. Gigena
- Carlos Fioriti …Chávez
- Ricardo Trigo …Pedro
- Pedro Buchardo …Periodista 2
- Luis Tasca …Periodista 1
- Chela Cordero …Rosario Barrera
- Ricardo Argemí …Comisario Cárdenas
- Pablo Cumo …Dibujante
- Enrique de Pedro …Martín Barrera
- Alma Vélez …Mucama de Lucila
- Juan José Porta
- Carmen Giménez … Laura
- Jesús Pampín
- Germán Vega
- Diego Marcote … Falso testigo
- Armando de Vicente